# Gengångaren (tidning)
Gengångaren var en svensk dagstidning utgiven i Vadstena 1844–54, åren 1851–53 under namnet Nya Gengångaren. Tidningen grundades av Carl Rosander och fortsattes av tidningen Göta.